# Raymond Gervais de Lafond
Pour les articles homonymes, voir Gervais et de Lafond.
Raymond Émile Gervais de Lafond (Felletin, 31 octobre 1890-Prieuré de Remeneuil-par-Usseau, 11 mai 1968) est un officier de marine français.

## Famille
La famille Gervais de Lafond est une ancienne famille d'Anjou et du Poitou.
Depuis le XVIe siècle, la famille compte de nombreux avocats, magistrats et conseillers du roi.

## Biographie
Fils d'un contrôleur des impôts, Raymond Gervais de Lafond entre à l'École navale en octobre 1907 et en sort aspirant en octobre 1909. Enseigne de vaisseau de 2e classe (octobre 1910), il embarque sur le croiseur Iberville à la division d'Extrême-Orient et se fait remarquer en commandant la compagnie de débarquement chargée de la protection des concessions d'Hankéou.
Enseigne de 1re classe (octobre 1912) à bord du croiseur Kléber en escadre de l'Atlantique, il est affecté en septembre 1913 comme officier en second du torpilleur Fanion en escadre légère de la Manche et se révèle excellent manœuvrier à la division des patrouilles de l'Océan.
En août 1917, il commande le chalutier Asie à la division des patrouilles de Bretagne, prend part aux escortes anti-sous-marines et obtient alors un témoignage de satisfaction et une citation.
Lieutenant de vaisseau (mars 1918), il est attaché en avril 1919 à la mission navale française en Roumanie et y participe très activement aux négociations avec les autorités étrangères. En avril 1920, il est nommé adjoint à l'attaché naval en Roumanie puis revient en France et est affecté au 2e bureau de l’État-major général (mai 1921) où il est responsable des régions méditerranéennes.
En décembre 1923, il commande l'aviso Agile à la division du Levant et mène une mission sur le Bas-Danube avant de prendre en octobre 1924 le commandement de l'aviso Dédaigneuse. En janvier 1926, il est de nouveau affecté au 2e bureau de l’État-major général où il est chargé de l'étude des marines étrangères. Il est alors reconnu comme un des grands spécialistes du droit maritime international.
Promu capitaine de corvette (janvier 1927), il commande les torpilleurs d'escadre Tempête (novembre 1928) et Fortuné en escadre de la Méditerranée (avril 1930) avant de réintégrer une nouvelle foi, le 2e bureau.
Capitaine de frégate (avril 1931), il est commandant en second du croiseur Suffren (octobre 1932), commandant du contre-torpilleur Guépard (mars 1933) comme capitaine de pavillon de l'amiral à la tête de la 1re flottille de torpilleurs, il commande en septembre 1934 le Jaguar.
En décembre 1935, il est affecté au Collège des hautes études navales (CHEN) puis est nommé attaché naval à Rome en août 1936 et est promu capitaine de vaisseau en mai 1937. Il séjourne quelque temps à l'Amirauté en août 1939 et prend le commandement de la 3e division de contre-torpilleurs et de nouveau du Guépard, au début de la Seconde Guerre mondiale. Il se distingue lors du bombardement de Gênes (Opération Vado) dans l'escadre de l'amiral Duplat (juin 1940) et participe à la campagne de Syrie (juin 1941) où ses qualités de manœuvriers pendant quatre combats contre les forces britanniques pourtant supérieures en nombre, s'avèrent exceptionnelles. Il met alors hors de combat le destroyer Janus (9 juin 1941) et, avec le Valmy, sauve l'équipage du Chevalier-Paul coulé par un avion torpilleur britannique le (16 juin).
Cité par deux fois à l'Ordre de l'armée, il accède aux étoiles et est promu contre-amiral en août 1941. Il commande en mars 1942 la 2e escadre légère avec sa marque sur le croiseur léger Primauguet. En infériorité face aux alliés, dans un baroud d'honneur, il mène au combat la 2e escadre légère durant le débarquement américain de Casablanca (8-9 novembre 1942). Il est blessé sur sa passerelle; le Primauguet étant hors de combat.
En mai 1943, il est nommé commandant de la marine à Alger puis est placé en congé d'activité en octobre 1945. Il est versé dans la 2e section des officiers généraux en mars 1946.

## Récompenses et distinctions
- Chevalier puis officier de la Légion d'honneur